# Amerikaanse vijfde vloot

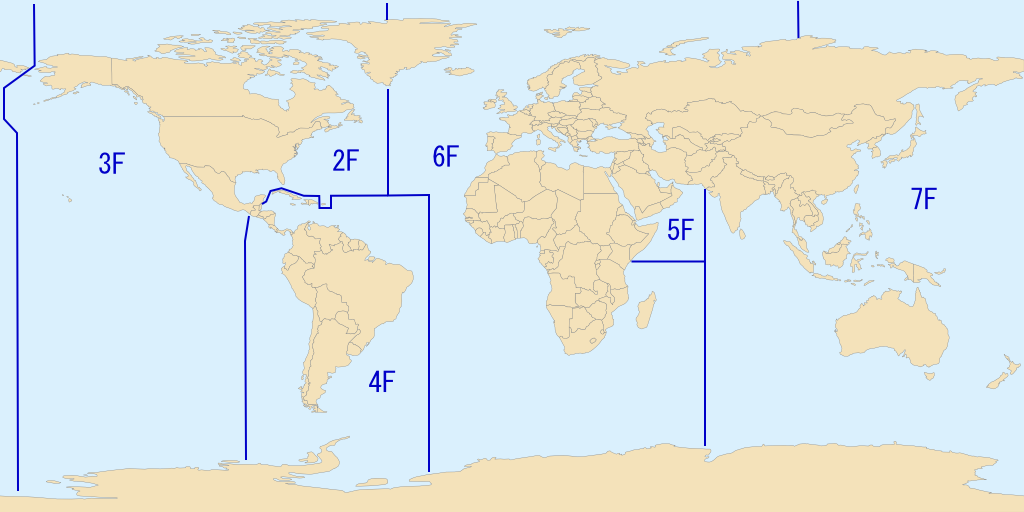
De genummerde vloten van de U.S. Navy (2009). De tweede vloot werd opgeheven in 2011.

De Amerikaanse vijfde vloot (5th Fleet of the United States Navy) is verantwoordelijk voor de Perzische Golf, de Rode Zee, de Arabische Zee en de oostkust van Afrika. Ze staat dan ook in voor de operaties in Irak, Afghanistan en Somalië. Daarom zijn de schepen en de installaties aan wal ook een doelwit voor terroristen uit landen als Jemen en Saoedi-Arabië. Het hoofdkwartier van de vijfde vloot is gelegen op een marinebasis in Bahrein, de Naval Support Activity Bahrain.

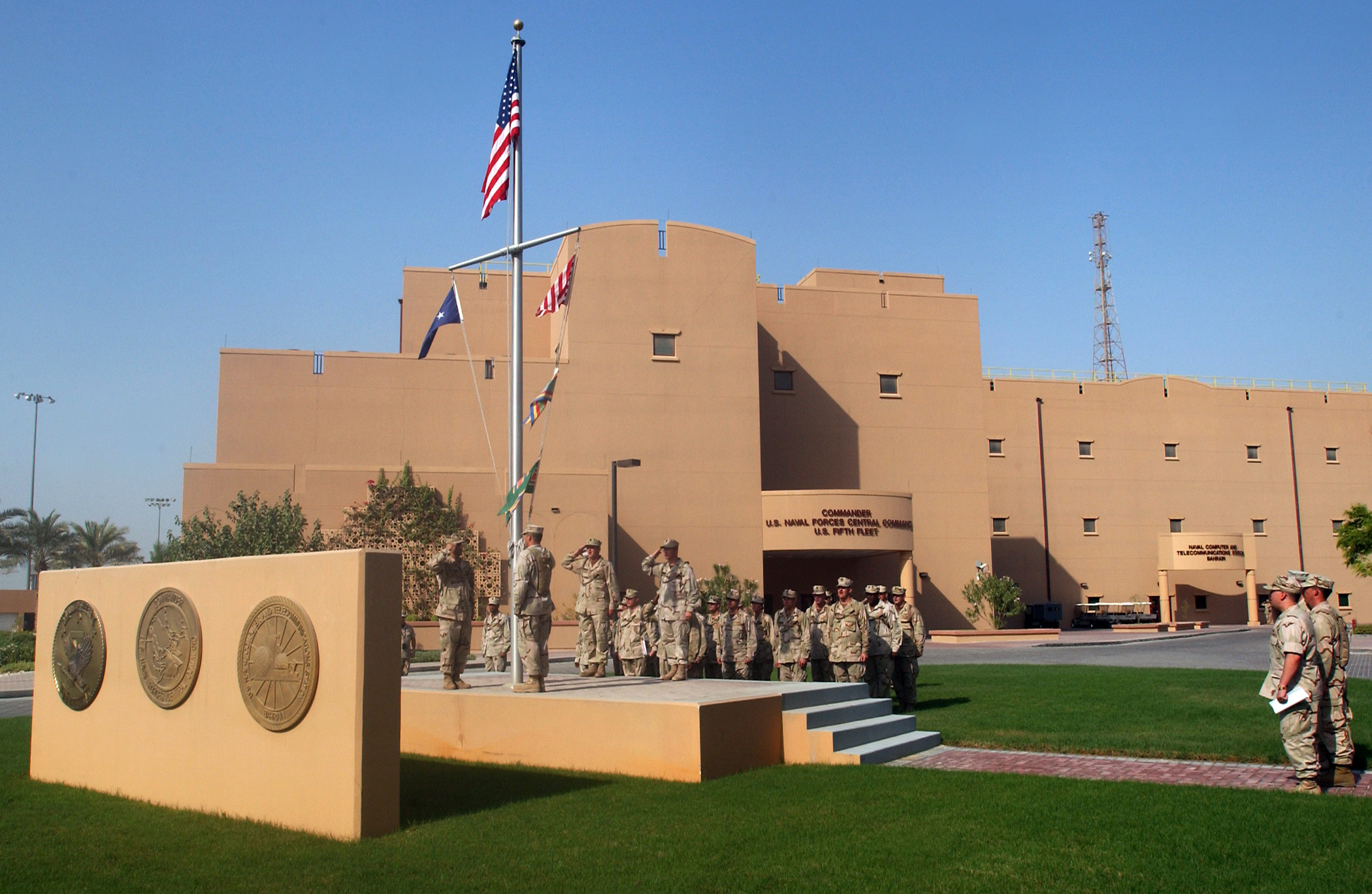
Het hoofdkwartier van de vijfde vloot.

De vijfde vloot is een van de zeven actieve Amerikaanse vloten.
- De tweede vloot, die op de noordwestelijke Atlantische Oceaan vaart, werd ontbonden in 2011 en samengevoegd met het United States Fleet Forces Command. De tweede vloot werd geheractiveerd in 2018.
- De derde vloot vaart op de Stille Oceaan.
- De vierde vloot is verantwoordelijk voor de Caraïben en de oost- en westkust van Centraal- en Zuid-Amerika
- De zesde vloot voor de Middellandse Zee en de noordoostelijke Atlantische Oceaan
- De zevende vloot bewaakt Korea en Japan.
- De tiende vloot werd in 2010 heropgericht als "U.S. Fleet Cyber Command / U.S. Tenth Fleet", onderdeel van het United States Cyber Command, het gezamenlijk commando voor informatie-oorlogvoering.

De eerste vloot werd ontbonden in 1973, haar taken werden overgenomen door de derde vloot.
De oorspronkelijke vijfde vloot werd in 1943 ingesteld om de Indische Oceaan te beheersen en was eigenlijk een afleidingsmanoeuvre. De schepen wisselden tussen de commando's van de derde en vijfde vloot en wanneer een van de twee commandocentra leiding gaf aan operaties kon de andere admiraal met zijn staf nieuwe operaties voorbereiden. De Japanners moesten ondertussen geloven dat er twee eskaders waren.
Van 1947 tot 1995 was er geen vijfde vloot. De Eerste Golfoorlog werd door de staf van de andere vloten gecoördineerd.

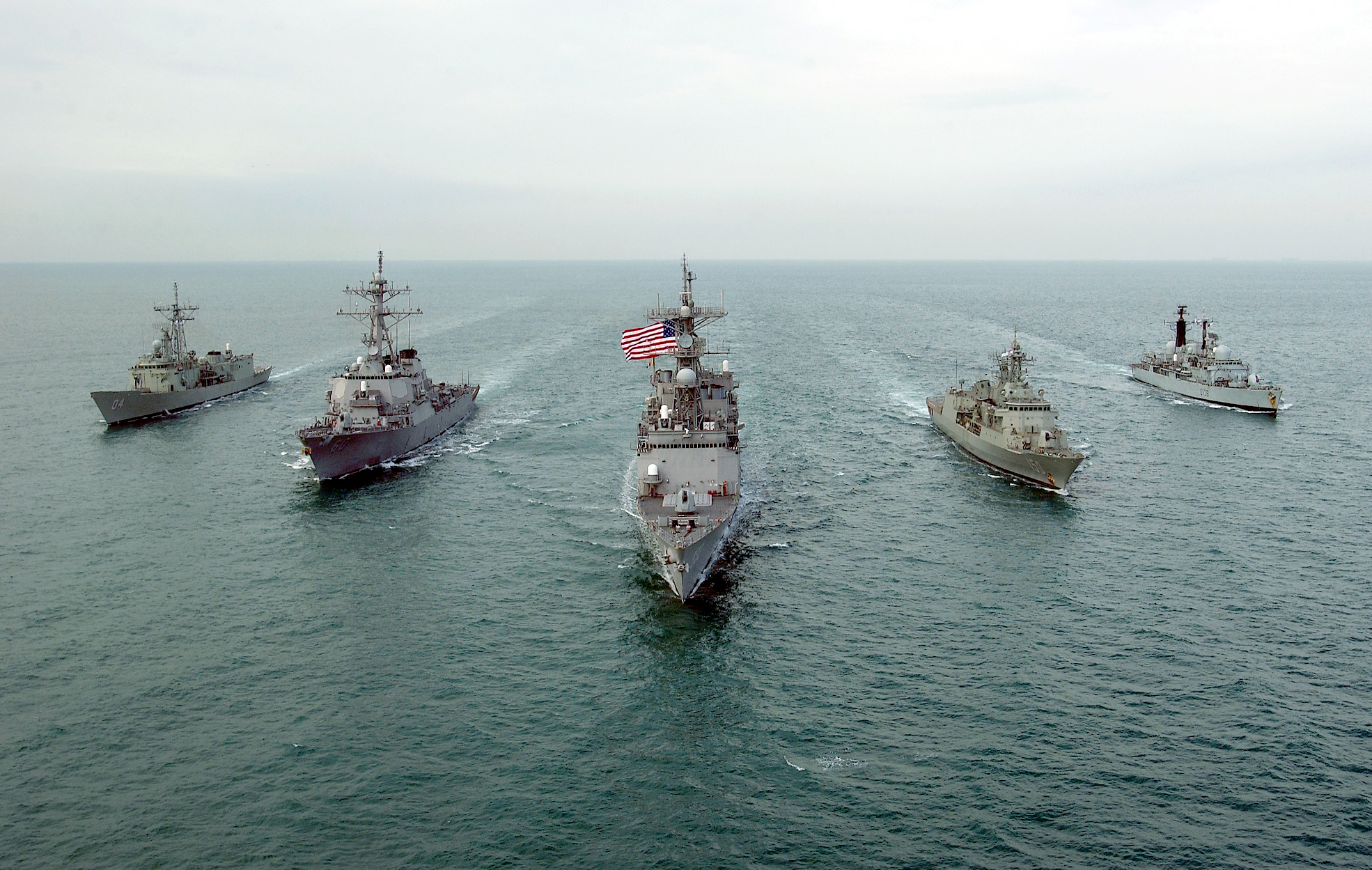
Torpedobootjagers van de U.S. Navy, de Royal Navy, en Royal Australian Navy tijdens gezamenlijke operaties in de Perzische Golf.